# Cinq Ans de réflexion
Pour plus de détails, voir Fiche technique et Distribution.
Cinq Ans de réflexion (titre original : The Five-Year Engagement) est un film américain réalisé par Nicholas Stoller, sorti en salles le 27 avril 2012 aux États-Unis et le 1er août 2012 en France et en Belgique.
Racontant l'histoire, en cinq années, des fiançailles d'un couple, à travers les hauts et les bas de leur relation, Cinq Ans de réflexion met en vedette Jason Segel, également coscénariste avec Nicholas Stoller et producteur exécutif, et Emily Blunt dans les rôles principaux. La distribution est également composée d'Alison Brie, Chris Pratt et Rhys Ifans. Le film est produit par Apatow Productions, qui venait de triompher avec Mes meilleures amies, et distribué par Universal Pictures.
Le film a rencontré un accueil critique favorable, mais a obtenu un succès commercial assez modeste, avec près de 54,6 millions de dollars de recettes au box-office mondial, pour un budget de 30 millions.

## Synopsis
Entre Tom Solomon (Jason Segel), chef cuisinier à San Francisco, et Violet Barnes (Emily Blunt), étudiante en psychologie à Berkeley, c'est le coup de foudre dès leur rencontre lors d'une soirée du Nouvel An. Un an plus tard, avec la complicité de son meilleur ami et collègue, Alex (Chris Pratt), Tom demande Violet en mariage, ce qu'elle accepte. Le lendemain de la fête de fiançailles, le couple a la surprise de découvrir qu'Alex a passé la nuit avec Suzie (Alison Brie), la sœur de Violet. Toutefois, cette nuit ne sera pas sans conséquence puisque Suzie est enceinte et épousera rapidement Alex. Lorsque Violet obtient un poste de chercheuse postdoctorale en psychologie à l'Université du Michigan pour un programme de deux ans, Tom propose de reporter le mariage et, après avoir décliné l'offre de sa patronne de devenir chef cuisinier dans un nouveau restaurant (qui sera finalement attribué à Alex) décide de suivre sa dulcinée dans le Michigan.
Alors que Violet parvient à s'acclimater facilement à son nouvel univers, sous la direction du professeur Winton Childs (Rhys Ifans), Tom, quant à lui, incapable de trouver un emploi de chef convenable, se retrouve contraint à travailler dans un magasin d'alimentation fine et s'enfonce dans la dépression tout en s'initiant à la chasse. Leur mariage est de nouveau reporté en raison de l'obtention d'un financement du National Institutes of Health pour Winton, avec l'aide de Violet, lui permettant d'étendre son programme. Parallèlement leurs grands-parents respectifs meurent.
Alors que Tom est remotivé par l'organisation du mariage, il déchante quand il apprend que Violet, ivre a échangé un baiser avec Winton dans un bar, ce qui provoque une colère de Tom, qui se fâche avec sa fiancée. Cette colère atteint son paroxysme lorsqu'il poursuit Winton, qui se trouvait à l'extérieur du dîner de répétition du mariage, pour le frapper, en vain. Plus tard, ivre, Tom manque de coucher avec une de ses collègues et se réveille, le lendemain, dans une forêt enneigée, à moitié nu. Il est emmené à l'hôpital pour se faire amputer de l'orteil gauche, gelé par le froid au cours de la nuit et reçoit la visite de Violet. Le couple se sépare et Tom retourne à San Francisco, où il est l'adjoint d'Alex, tout en commençant une relation avec une jeune et séduisante serveuse, Audrey. Violet, quant à elle, sort avec Winton. Cependant, les parents de Tom voient qu'il n'est pas satisfait de sa vie et le poussent à agir sur ce point. Alex le renvoie, mais en lui disant qu'il est meilleur chef que lui et qu'il devrait ouvrir sa propre entreprise. Tom crée une franchise de tacos avec une ambulance transformé pour l'occasion. Violet obtient un poste définitif à l'université, mais comprend qu'elle le doit à Winton, en raison de leur relation et non des compétences de la jeune femme, et le quitte.
À l'occasion de l'enterrement d'une autre grand-mère de Violet en Angleterre, Tom, qui a rompu avec Audrey, ravive sa relation avec Violet. Ils acceptent de passer le reste de l'été ensemble à San Francisco. Tout en conduisant la jeune femme à l'aéroport Tom a une explication avec Violet qu'il peut installer son camion de nourriture à l'endroit où elle se trouve et continuer leur relation. Violet, quant à elle, lui affirme qu'ils auront toujours des problèmes ensemble, mais que cela ne devrait pas les empêcher de se marier. Tom dévoile la bague de fiançailles qu'il lui a donné la première fois, déclarant qu'il avait l'intention de la demander en mariage à l'aéroport. Violet accepte sa demande et dirige Tom vers Alamo Square Park où elle a organisé un mariage impromptu en présence de leurs familles et amis, où elle permet à Tom de choisir entre diverses options pour l'office, les vêtements et la musique. Ils parviennent enfin à se marier.

## Fiche technique
- Titre : Cinq Ans de réflexion[n 1]
- Titre original : The Five-Year Engagement
- Réalisation : Nicholas Stoller

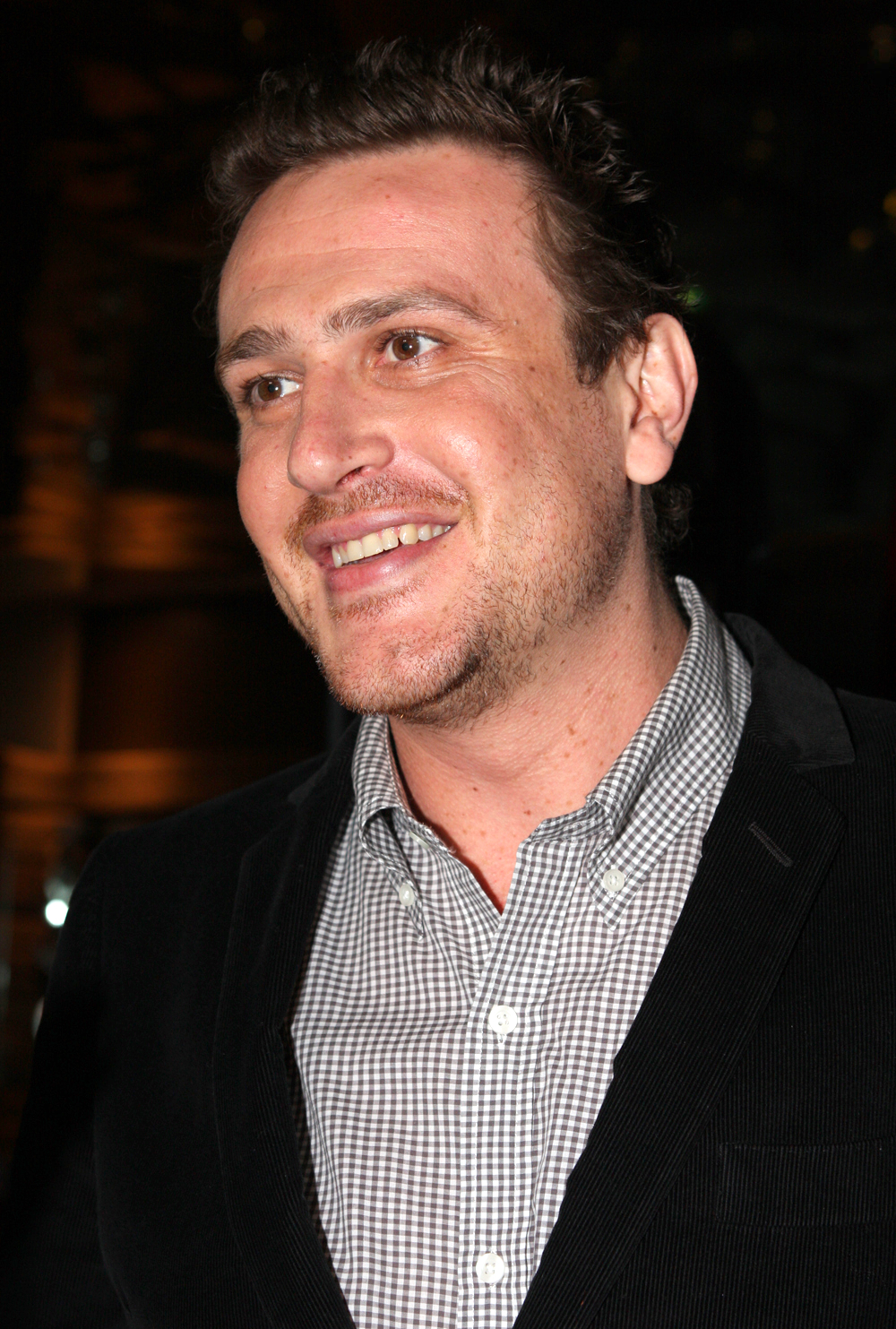
Jason Segel, ici en 2011, coscénariste, producteur exécutif et acteur principal de Cinq Ans de réflexion.

- Scénario : Jason Segel et Nicholas Stoller
- Directeur de la photographie : Javier Aguirresarobe
- Montage : William Kerr et Peck Prior
- Musique : Michael Andrews
- Direction artistique : John B. Josselyn
- Décors : Julie Berghoff
  - Décors de plateau : Sophie Neudorfer
- Costumes : Lessa Evans
- Producteurs : Judd Apatow, Rodney Rothman et Nicholas Stoller
  - Producteurs exécutifs : Jason Segel et Richard Vane
  - Productrice associée : Lisa Yadavaia
- Société de production : Apatow Productions
- Distribution : Universal Pictures
- Format : Couleur – 1,85:1 – 35 mm et cinéma numérique — Son Dolby Digital, Datasat et SDDS
- Budget : 30 millions de dollars
- Pays de production :  États-Unis
- Genre : Comédie romantique
- Durée : 124 minutes
- Dates de sortie : 
  - États-Unis , Canada : 27 avril 2012
  - Royaume-Uni : 22 juin 2012
  - France , Belgique : 1er août 2012
- Classification [3]: R (Restricted) (en raison du langage et du contenu sexuel) aux États-Unis[n 2], 13+ au Québec[n 3],[4] et Tous publics en France[n 4]

## Distribution
- Jason Segel (V.F. : Jérôme Rebbot) : Tom Solomon
- Emily Blunt (V.F. : Laëtitia Lefebvre) : Violet Barnes
- Rhys Ifans (V.F. : Jean-Michel Fête) : Winton Childs
- Chris Pratt (V.F. : Stéphane Pouplard) : Alex Eilhauer
- Alison Brie (V.F. : Cindy Tempez) : Suzie Barnes-Eilhauer
- Jacki Weaver (V.F. : Colette Venhard) : Sylvia Dickerson-Barnes
- Jim Piddock (V.F. : Gabriel Le Doze) : George Barnes
- David Paymer (V.F. : Michel Tureau) : Pete Solomon
- Mimi Kennedy (V.F. : Brigitte Virtudes) : Carol Solomon
- Mindy Kaling (V.F. : Charlyne Pestel) : Vaneetha
- Kevin Hart (V.F. : Diouc Koma) : Doug
- Brian Posehn : Tarquin
- Chris Parnell : Bill
- Lauren Weedman : Chef Sally
- Tracee Chimo (V.F. : Anneliese Fromont) : Margaret
- Dakota Johnson (V.F. : Marie Tirmont) : Audrey
- Randall Park (V.F. : Thomas Roditi) : Ming
- Aaron Lustig : Michigan Rabbi
- Adam Campbell : Gideon

Source et légende : Version française (V.F.) sur RS Doublage  et Carton de doublage Blu-ray.

## Production

### Développement du projet
L'idée de Cinq Ans de réflexion est venue du réalisateur Nicholas Stoller, alors qu'il était encore en plein tournage de son premier film, Sans Sarah, rien ne va !. Stoller fait part de son idée à Jason Segel, scénariste et acteur principal de Sans Sarah, rien ne va ! sur l'idée d'un couple « parfait » repoussant son mariage pendant cinq longues années : « Après Sans Sarah rien ne va, Jason et moi avions envie de faire une comédie romantique qui parlerait cette fois d’une relation amoureuse. Nous avions envie de parler de certaines émotions subtiles sans nous priver pour autant de scènes comiques débridées. Nous voulions évoquer les problèmes auxquels un couple se heurte en décidant de s’unir par le mariage, ». Enthousiaste sur cette idée, Segel accepte de coécrire avec Stoller le script de ce qui allait devenir Cinq Ans de réflexion. Pour Segel, il est « toujours parti d’histoires vraies et d’un ressenti personnel » et explique qu'avec Stoller, réalisant qu'ils sont entrés dans l’âge adulte, ils voulaient dire adieu à l’homme-enfant qu'ils ont été, ajoutant qu'« il était temps d’explorer des relations plus solides »,. La production est assurée notamment par Judd Apatow, qui a collaboré à de nombreuses reprises avec Stoller et Segel, comme sur Sans Sarah, rien ne va !. Concernant les deux hommes, Apatow déclare qu' « il y a des gens avec lesquels on a un immense plaisir à collaborer » et ajoutant que « ce film porte la griffe de Jason et Nick » de par la richesse en humour, ainsi que la profondeur du sujet, «ce qui est plus révélateur de leurs personnalités ».

### Casting

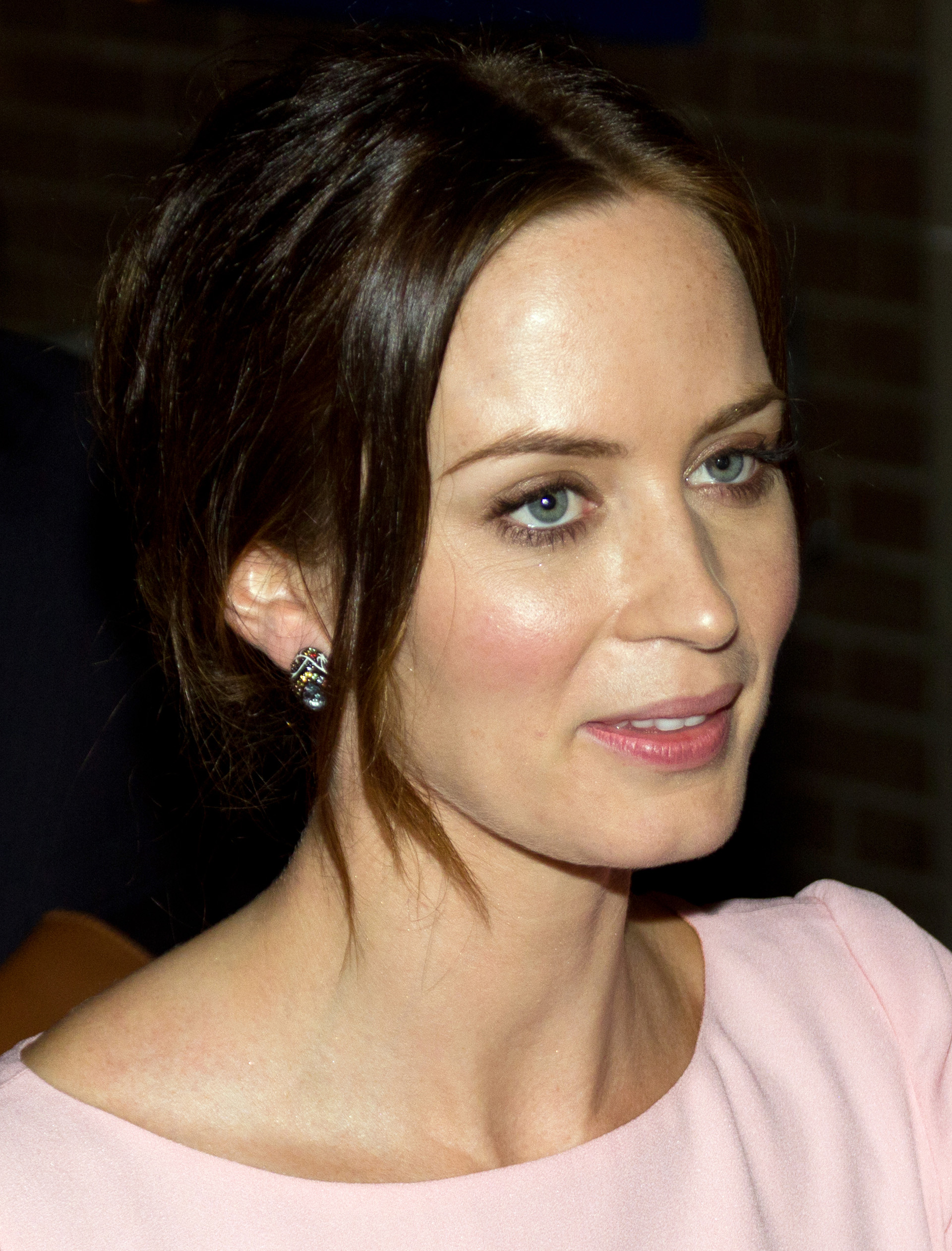
Emily Blunt, interprète de Violet.

Le rôle de Tom, personnage principal masculin, est interprété par Jason Segel, qui définit son personnage comme « une star de la haute cuisine… à San Francisco », tout en ajoutant que «lorsque sa fiancée se voit offrir un job à Ann Arbor, il accepte de la suivre, mais comprend qu’il n’a pas sa place dans cette ville universitaire. Cette délocalisation sonne le glas de ses ambitions ». Pour incarner le personnage de Violet, personnage principal féminin, le choix s'est porté sur Emily Blunt, car selon les deux scénaristes, elle est l'interprète idéal pour ce rôle, notamment Stoller qui rappelle qu'« une relation forte entre un gars et une fille est un ingrédient essentiel pour une comédie romantique », indiquant qu'« Emily et Jason se complètent à l’écran, et sont aussi d’excellents amis» et que Blunt est «une merveilleuse actrice» et «a beaucoup de présence et fait une excellente partenaire pour Jason ». Blunt en a parlé également : « Jason et Nick ont pensé à moi bien avant de boucler le script. Quand je les ai revus, ils m’ont demandé mes impressions sur le couple Tom/Violet, et ont vite compris que je n’étais pas destinée à jouer la pimbêche réac de service, mais à forger une vraie relation, adulte et conflictuelle avec Tom».
Segel et Blunt avaient déjà travaillés ensemble : en 2010, ils jouaient déjà des personnages amoureux dans Les Voyages de Gulliver, puis s'étaient retrouvés en 2012 dans Les Muppets, le retour, où Segel, également scénariste et producteur exécutif avec Stoller sur cette adaptation cinématographique des Muppets, tenait le rôle principal masculin, tandis que Blunt faisait un caméo. Bien que ce soit la première fois que l'actrice participe à une production d'Apatow, ce dernier a essayé de l'« appâter » sur ses précédentes productions. Selon lui, l'amitié qu'elle a pour Segel a « cimenté leur relation à l'écran». Pour incarner Violet, anglaise ayant débarqué aux États-Unis, Blunt, également originaire de Grande-Bretagne, a conservé son accent britannique.
|                                                                     |  |  |
| Chris Pratt et Alison Brie, interprètes respectifs d'Alex et Suzie. |  |  |

Parmi les seconds rôles, on retrouve plusieurs acteurs connus grâce à la télévision, notamment Alison Brie, révélée grâce aux rôles de Trudy Campbell dans Mad Men et d'Annie Edison dans Community, tient le rôle de la sœur de Violet, Suzie. Pour se préparer au rôle, Brie, californienne, a dû prendre l'accent britannique et l'a peaufiné grâce aux enregistrements de lecture d'Emily Blunt et Mindy Kaling, alias Kelly dans The Office, prête ses traits à  Vaneetha, une fille libre en quête de jeunes partenaires, et qui prend aussi à cœur ses études que ses plaisirs nocturnes. Le rôle d'Alex, le meilleur ami de Tom, qui formera durant toute la durée de l'histoire un couple, avec Suzie, totalement différent de celui du couple principal, faisant entièrement confiance à ses instincts, est donné à Chris Pratt, connu grâce à la série Parks and Recreation.
Le directeur du département de psychologie sociale de l'Université du Michigan où étudie Violet est incarné par l'acteur gallois Rhys Ifans, choisi par les deux auteurs car, selon Segel, «on pourrait le croire d’une intelligence supérieure, et pleinement maître de ses émotions, mais…», avant qu'Ifans finisse la phrase «…vers la fin, l’illusion se dissipe, et l’on s’aperçoit que ce n’est qu’une baudruche» .
Parmi les autres membres du casting, on peut citer également l'actrice australienne Jacki Weaver, connue grâce au film Animal Kingdom, David Paymer, second rôle reconnu du cinéma et de la télévision, Mimi Kennedy, l'humoriste Kevin Hart et Chris Parnell, qui avaient déjà tourné dans des productions d'Apatow.

### Tournage
Le tournage de Cinq Ans de réflexion, filmé d'avril à juin 2011, s'est déroulé dans le Michigan, dans les villes d'Ann Arbor et Détroit, ainsi que dans les bourgades d’Ypsilanti,, Saline, Northville, Onstead et Brighton. Le film fut également tourné en Californie, où les scènes d'extérieurs furent tournés dans le Beltane Ranch, situé à Glen Ellen et la scène de l'établissement vinicole, à Sonoma, tandis que la scène du mariage, quant à elle, fut tournée à Alamo Square, situé à Hayes Valley, dans la ville de San Francisco.

## Réception

### Accueil critique
Cinq Ans de réflexion a rencontré un accueil critique favorable dans les pays anglophones, recueillant 63 % d'avis favorables sur le site Rotten Tomatoes, basé sur 164 commentaires collectés, une note moyenne de 6.2⁄10 et pour consensus : « Bien que certainement trop long, Cinq Ans de réflexion a l'avantage de l'alchimie naturelle de ses protagonistes et d'être drôle, ayant un scénario romantique avec une profondeur étonnante et intelligente ». Le site Metacritic lui attribue un score de 62⁄100, sur la base de 38 commentaires collectés.
En France, le film rencontre également un accueil positif de la part de la presse, puisque le site Allociné, ayant recensé 18 titres de presse, lui attribue une note moyenne de 3.1⁄5.
L'accueil du public est dans l'ensemble positif, mais toutefois modéré, obtenant 52% d'opinions favorables sur le site Rotten Tomatoes, basé sur plus de 265 000 votes et une moyenne de 3,3⁄5 et une note de 6,3⁄10 sur le site Metacritic pour 102 votes  . Le site IMDb lui attribue une note de 6,2⁄10, basé sur plus de 60 000 votes, tandis que le site AlloCiné lui attribue une moyenne de 2,6⁄5 pour 932 notes dont 131 critiques.

### Box-office
| Pays ou région | Box-office     | Date d'arrêt du box-office | Nombre de semaines |
| -------------- | -------------- | -------------------------- | ------------------ |
| Mondial        | 54 588 202 $   | 19 mai 2013                | 48                 |
| États-Unis     | 28 835 528 $   | 21 juin 2012               | 8                  |
| France         | 26 279 entrées | 5 septembre 2012           | 5                  |

Distribué aux États-Unis dans 2 936 salles, Cinq Ans de réflexion démarre à la cinquième position du box-office américain avec 10 610 060 $, soit une moyenne de 3 614 $ par salles pour son premier week-end à l'affiche, mais en première semaine à l'affiche, il se positionne en deuxième place du box-office avec 14 103 905 $. Le week-end suivant, obtenant cinq salles supplémentaires, le long-métrage perd une place, soit la sixième position, avec 5 029 110 $, soit une perte de 52,6 % de ses bénéfices, pour une moyenne de 1 710 $ par salles et un cumul de 19 133 015 $. Cinq Ans de réflexion conserve sa sixième place le troisième week-end avec 3 314 010 $, soit une perte de 34,1 % des bénéfices, une moyenne de 1 290 $ par salles et un cumul de 24 623 420 $, tout en perdant également 372 salles, ne parvient pas à se maintenir au box-office, avant de finir son exploitation en salles en huitième semaine avec 28,8 millions de dollars de recettes. Au box-office mondial, il totalise 54 578 492 $ de recettes.
En France, distribué dans 45 salles, dont 11 sur Paris, Cinq Ans de réflexion démarre en troisième position pour son premier jour en salles, totalisant 2 330 entrées, dont 1 473 entrées parisiennes. Pour sa première semaine, le film totalise 18 229 entrées, dont 11 969 entrées sur Paris. Finalement, le long-métrage passe inaperçu puisqu'en finissant sa carrière en salles, avec 26 279 entrées.

## Distinctions
Cinq Ans de réflexion a été nommé au People's Choice Award de la meilleure actrice dans une comédie pour Emily Blunt.

## Sortie vidéo
Sur le marché vidéo, Cinq Ans de réflexion est sorti en DVD et Blu-ray le 4 septembre 2012 aux États-Unis. En France, le DVD et le Blu-ray du film sont sortis le 5 décembre 2012,.